# Incendio del Centro Penal de San Pedro Sula de 2004
El Incendio del Centro Penal de San Pedro Sula de 2004 fue un siniestro ocurrido el día 17 de mayo de 2004 en el Centro Penal de San Pedro Sula, Honduras. El fatal acontecimiento dejó un saldo de 107 muertos y más de 25 heridos. Es considerado el segundo peor incendio en centros penales de Honduras en toda la historia, después del Granja penal de Comayagua en 2012.

## Causas
El incendio se debió a un cortocircuito ocurrido a eso de la 1:30 a. m. (Hora local). Según varios testimonios de reos sobrevivientes, la policía se negó a evacuarlos a tiempo, lo cual habría significado una de las principales causas de la muerte de centenares de personas. Asimismo, se descubrió que un número de reos se escapó durante el hecho ocurrido.
En 2012, el gobierno hondureño fue condenado por la Corte Interoamericana de los Derechos Humanos, y Porfirio Lobo Sosa admitió que el gobierno había tenido culpabilidad en este incendio debido a la falta de infraestructura e inversión económica.